# ドワイフォーのロイド＝ジョージ伯爵
ドワイフォーのロイド＝ジョージ伯爵（英語: Earl Lloyd-George of Dwyfor）は、連合王国貴族の伯爵位。
元イギリス首相デビッド・ロイド・ジョージが1945年に叙されたのに始まる。

## 歴史

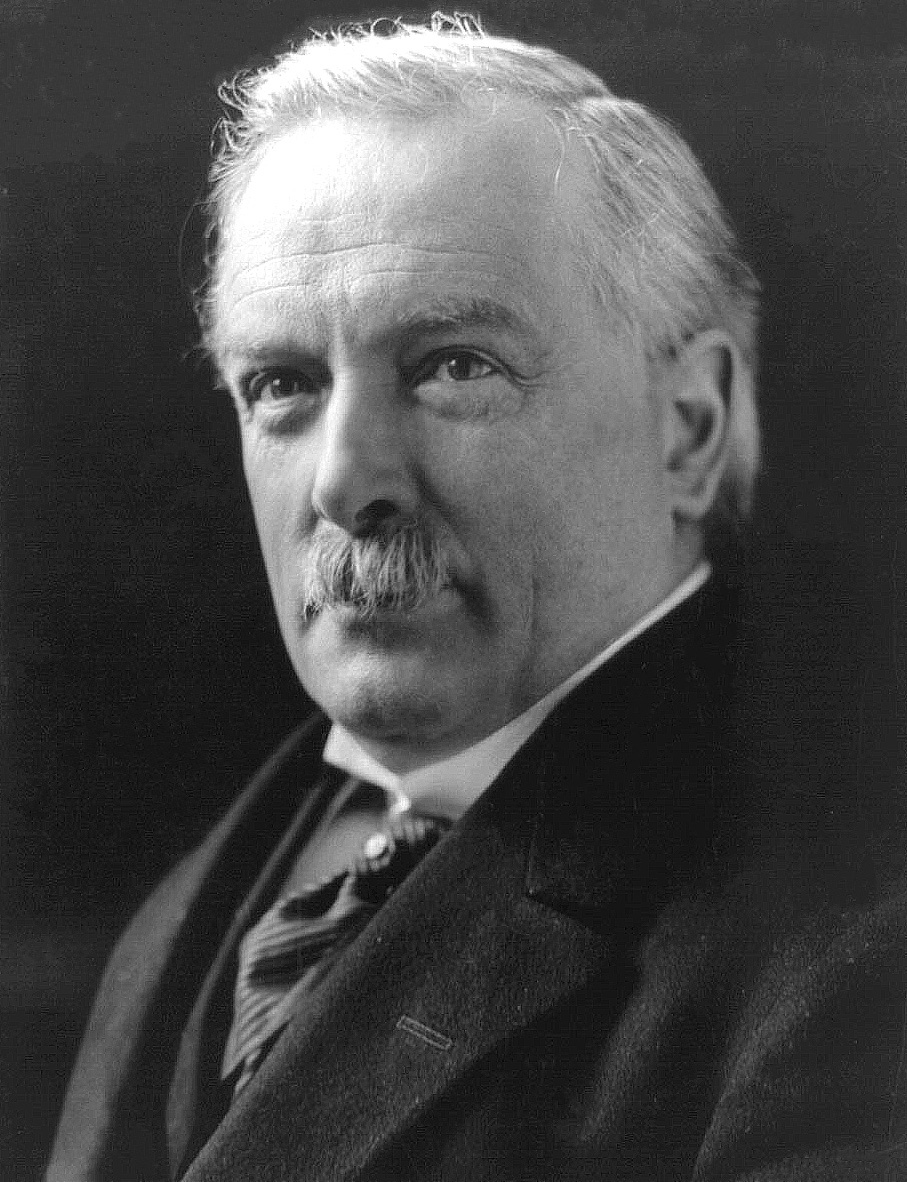
初代ドワイフォーのロイド＝ジョージ伯爵デビッド・ロイド・ジョージ。

自由党の政治家で1916年から1922年にかけて挙国一致内閣の首相となり、第一次世界大戦とその戦後処理を指導したデビッド・ロイド・ジョージ(1863–1945)が1945年2月12日に「カウンティ・オブ・カーナーヴォンにおけるドワィフォーのグウィネズ子爵（Viscount Gwynedd, of Dwyfor in the County of Caernarvon）」とともに叙されたのに始まる爵位である。
初代伯の死後、爵位は長男リチャード(1889–1968)が継承した。リチャードの死後にはその長男オ－ウェン(1924–2010)が継承し、彼の死後はその長男デビッド・リチャード(1951-)が継承した。彼が2015年現在の当主である。
分流としてはテンビー子爵家が存在する。同家は初代伯の次男で自由党の政治家として内務大臣はじめ政界の役職を歴任したグウィリム(1894–1967)が1957年に叙せられたのに始まる家である。

伯爵家の紋章に刻まれるモットーは『世界に抗う真実(Y GWIR YN ERBYN Y BYD)』。

## 現当主の保有爵位
現当主である第4代ドワイフォーのロイド=ジョージ伯爵デヴィッド・リチャード・ロイド・ジョージは、以下の爵位を有する。
- 第4代ドワイフォーのロイド=ジョージ伯爵(4th Earl Lloyd George of Dwyfor)
(1945年2月12日の勅許状による連合王国貴族爵位)
- 第4代カウンティ・オブ・カーナヴォンにおけるドワイフォーのグウィネズ子爵(4th Viscount Gwynedd, of Dwyfor in the County of Caernarvon)
(1945年2月12日の勅許状による連合王国貴族爵位)

## ドワイフォーのロイド＝ジョージ伯爵 (1945年)
- 初代ドワイフォーのロイド＝ジョージ伯爵デビッド・ロイド・ジョージ (1863–1945)
- 2代ドワイフォーのロイド＝ジョージ伯爵リチャード・ロイド・ジョージ (1889–1968)
- 3代ドワイフォーのロイド＝ジョージ伯爵オーウェン・ロイド・ジョージ（英語版） (1924–2010)
- 4代ドワイフォーのロイド＝ジョージ伯爵デビッド・リチャード・オーエン・ロイド・ジョージ (1951-)

法定推定相続人は4代伯の息子であるグウィネズ子爵(儀礼称号)ウィリアム・アレクサンダー・ロイド・ジョージ(1986-)